# ۱۱۵۴ (میلادی)
۱۱۵۴ (میلادی) هزار و صد و پنجاه و چهارمین سال تقویم میلادی است.

## درگذشتگان
- ۲۵ اکتبر - استفان، پادشاه انگلستان (زادهٔ ۱۰۹۶)

‎